# Coronel Pacheco
Coronel Pacheco is een gemeente in de Braziliaanse deelstaat Minas Gerais. De gemeente telt 2.427 inwoners (schatting 2009).

## Aangrenzende gemeenten
De gemeente grenst aan Goianá, Juiz de Fora en Piau.